# Ортотитанат кобальта(II)
Ортотитанат кобальта(II) — неорганическое соединение,
соль кобальта и титановой кислоты с формулой Co2TiO4,
тёмно-зелёные кристаллы,
не растворяется в воде.

## Получение
- Нейтрализация щелочью стехиометрических количеств сульфата титанила и сульфата кобальта в серной кислоте:

{\displaystyle {\mathsf {2CoSO_{4}+TiOSO_{4}+6NaOH\ {\xrightarrow {}}\ Co_{2}TiO_{4}+3Na_{2}SO_{4}+3H_{2}O}}}

## Физические свойства
Ортотитанат кобальта(II) образует тёмно-зелёные кристаллы
кубической сингонии,
пространственная группа F d3m,
параметры ячейки a = 0,8448 нм, Z = 8.
Не растворяется в воде.

## Химические свойства
- Разлагается при сильном нагревании на воздухе:

{\displaystyle {\mathsf {6Co_{2}TiO_{4}+O_{2}\ {\xrightarrow {900-1000^{o}C}}\ 6CoTiO_{3}+2Co_{3}O_{4}}}}

## Применение
- Основной компонент пигмента «кобальт зелёный».